# Жидкое небо
«Жи́дкое не́бо» (англ. Liquid Sky) — фильм режиссёра Славы Цукермана, ставший его американским кинодебютом.

## Сюжет
«Жидкое небо» — конгломерат множества разнообразных элементов: от натуралистически откровенных картин ночной жизни нью-йоркских панков до научной фантастики, волшебной сказки, сатиры и чёрного юмора. В картине в пародийном виде представлены многочисленные мифы эпохи: рок-н-ролл, наркотики, пришельцы из космоса, феминизм, сплетённые воедино в фантасмагорическом сюжете картины. Героиня фильма — современная американская анти-Золушка — панк, которая не может найти своего принца среди людей. Она — постоянная жертва насилия. Её спасителем оказывается бесформенный пришелец из космоса, прибывший на землю в летающей тарелке и питающийся эндорфинами, выделяющимися в человеческом мозгу при героиновом кайфе или оргазме, после чего тело жертвы уничтожается.

## Интересные факты
Одна из ведущих американских теоретиков искусства Сэнди Стейнер в своей книге «Скандал удовольствия: искусство в век фундаментализма» анализирует «Жидкое небо» как наиболее типичный и убедительный пример принципов постмодернизма. Она пишет:

Здесь представлены все ингредиенты постмодернистского повествования: пародия, вуайеризм, фетишизм, смесь различных творческих методов, стилистическая многослойность, эстетические аллюзии, кажущийся бесчувственным юмор по отношению к таким серьёзным предметам как Холокост и феминизм, разрушение принятых бинарных противопоставлений, таких как противопоставление мужского и женского начал, уравнивание искусства с нападением, включение зрителя в действие, заставляющее его разделять с автором моральную ответственность за показанное и безмерную цену экстаза 
«Жидкое небо» открывало проводившийся в Канаде Фестиваль апокалиптического кино.
В советском прокате в некоторых городах России фильм шёл под названием «Жидкое небо: Расплата за разврат». Кроме того, «Жидкое небо» рекламировалось в журнале «Экран — детям».
При исполнении песни «Me And My Rhythmbox» в руках у исполнительницы легендарный Roland CR-78.

## Награды
- 1982 — Всемирный кинофестиваль в Монреале — Главный Приз Жюри.
- 1983 — Международный кинофестиваль в Сиднее — Главный Приз.
- 1983 — Картахенский кинофестиваль — Приз за достижения в изобразительном решении фильма.
- 1983 — Брюссельский кинофестиваль — Специальный Приз Жюри.
- 1983 — Международный фестиваль в Маниле — Специальный Приз Жюри.

## Выдержки из рецензий
Американский «TV guide Спутник зрителя Кино и Видео» характеризует «Жидкое небо» как «Безмерно интересный фильм. Один из самых известных независимых фильмов в истории.» («TV Guige Film & Video Companion» ISBN 1-58663-585-9). По воспоминаниям кинокритика Дэна Питерсона, содержащимся в его статье, опубликованной 16 апреля 2009 года, «Жидкое небо» «провоцировало горячие споры, любовь и ненависть, просмотр его был обязательным для всякого, кто по-настоящему интересовался кино». Дэн Питерсон называет «Жидкое небо» «одной из сил сформировавших независимое кино».
Ему вторит Карлос Чемберлен на сайте www.senseofcinema.com: «Длинный след помады от поцелуя „Жидкого неба“ виден на большинстве фильмов американского независимого кино».
- «Цукерман обладает редким и необычным талантом» (Винсент Кэнби, «Нью-Йорк Таймс», 1982);
- «„Жидкое небо“ Цукермана даёт поистине ошеломляющую картину Нью-Йорка» (Джанет Маслин, «Нью-Йорк Таймс», 1983);
- «Ослепительный, опрокидывающий представления фильм-притча…» (Джуди Стоун, «Санфранциско Экземайнер энд Кроникл», 1984);
- «Безмерное стилистическое откровение года. Триумф изобретательности и оригинальности… Если советская кинопромышленность скрывает в своих рядах других неизвестных кинематографистов с талантами масштаба Цукермана и его коллег, мы с радостью предоставим им место» (Гари Арнольд, «Вашингтон Пост»);
- «Никогда ещё Нью-Йорк не был снят лучше» («Уолл-стрит Джорнэл»);
- «Никогда ещё Манхэттен не был показан на экране столь ярко, как остров проклятия и отчаяния. Блестящее достижение… Бесконечно смелая аллегория, представленная в драматических образах» (Кевин Томас «Лос-Анджелес Таймс»);
- «Самый забавный, безумный и экзотически красивый научно-фантастический фильм в истории» (Дэвид Денби, «Нью-Йорк Мэгэзин»);
- «Картина меняющегося американского общества высвечена ослепительным беспощадным светом. Ни старшее, ни молодое поколение не избежало острой критики кинематографистов…» (Клад, «Вараети»);
- «Если положить этот острый, забавный и необыкновенно красиво сделанный фильм в капсулу, тот, кто откроет её через тысячу лет, будет так же потрясен этим фильмом и получит такое же наслаждение, какое получаем мы» («Лос-Анджелес Уикли»);
- «Самый оригинальный фильм года» («Ньюс Дэй»);
- «Революция, начатая фильмом Жана-Люка Годара „На последнем дыхании“ и закончившаяся „Блоу-Ап“ Антониони, подхвачена с новой силой и выиграна» («Метро Таймс»)
- «Уникальное, поразительное, завораживающее зрелище» («Лондон Таймс», Англия);
- «„Жидкое Небо“ выделяется своей динамикой, изобретательностью, богатством неординарных и революционных элементов» («Ле Жорнал Де Монреал», Канада);
- «„Жидкое небо“ — необычайный фильм. Даже если забыть обо всех его других качествах и смотреть его с выключенным звуком, он вас поразит, как выдающееся произведение изобразительного искусства» («Сидней Морнинг Джеральд», Австралия);
- «Самый блестящий и оригинальный фильм 80-х годов» («Нью-Орлеан Таймс»);
- «Как я завидую тем, кто увидит „Жидкое небо“ в первый раз!» (Б. Руби Рич «Сан-Франциско Бэй Гардиэн»);
- «Молодые люди, которые не носят веры в сердце, должны быть наказаны, но есть более творческие пути это сделать и фильм „Жидкое небо“ тому свидетельство» (Мишель Кинг «Черч Таймс»)
- «„Жидкое небо“ оказал существенное влияние на эстетику гомосексуального искусства» (Керри Кеннеди «Чикаго Фри Пресс»).